# 罗图马共和国
罗图马共和国（英語：Republic of Rotuma）是1987年9月第二次斐济政变后创建独立的罗图马国家的未遂尝试。一个名叫亨利·吉布森的具有部分罗图马人血统的男子向新西兰报纸声称他已经宣布罗图马脱离斐济独立。吉布森自封为罗图马国王，并在岛上获得广泛的支持。试图建立共和国的计划在1988年被中断，其支持者被指控犯有煽动叛乱罪并交由法庭审判。